# 耳炎
耳炎（英文：Otitis），是指耳朵受到感染而引发炎症，在人和其他动物身上均可发生。耳炎有急性和慢性两种。
按发炎部位，耳炎可细分为：
- 外耳炎，又称“游泳耳”，是指外耳或耳道发炎，多为细菌感染，触碰或拉扯耳部会产生疼痛。[1][2]
- 中耳炎，是指中耳发炎。中耳炎中，鼓膜后的鼓室中可因为发炎而出现液体堵塞（积水）。中耳炎属于儿童的常见病，有时需要进行鼓膜切开术（英语：Myringotomy）进行治疗。[1][3]
- 内耳炎，又称迷路炎，是指内耳发炎，多为病毒感染。 由于内耳中存在听觉及平衡觉的感受器，故内耳感染可造成眩晕和听觉障碍。[4]